# Фрањо Шоштарић
Фрањо Шоштарић (Загреб, 1. август 1919 — Београд, 27. август 1975) био је југословенски фудбалски голман.

## Спортска каријера
Шоштарић је своју голманску каријеру започео у загребачком НК ХАШК, и убрзо наставио у Грађанском. У Грађанском је био резерва, тада неприкосновеном, Глазеру. На првом првенству Југославије, после Другог светског рата, бранио је гол НР Хрватске. На том првенству су учествовале све републике тадашње Југославије, екипа Југословенске армије и екипа АП Војводине.

## Партизан
Шоштарић је прешао у београдски ФК Партизан у фебруару 1946. године, где је остао до краја активне играчке каријере 1952.
За Партизан је одиграо укупно 239 утакмица од којих 84 првенствених.
Са Партизаном, Шоштарић је освојио две титуле државног првака 1946/47 и 1948/49 и фудбалски куп Југославије 1947. године.

## Репрезентација
Свој деби за репрезентацију Југославије, Шоштарић је имао 11. октобра 1946. године у Тирани на утакмици против Румуније у оквиру такмичења за Балкански куп. Југославија је ту утакмицу изгубила са 2:1. Последњу утакмицу за репрезентацију Југославије, Шоштарић је одиграо 24. јуна 1951. године у Београду, у пријатељском сусрету Југославије—Швајцарске
Репрезентација је играла у следећем саставу:
- (1) Беара (голман), (2) Станковић, (3) Чолић, (4) Палфи,(5) Хорват, (6) Бошков, (7) Рајков, (8) Митић, (9) Бобек, (10) Зебец, (11) Вукас (12) Фрањо Шоштарић (46 минут) и (13) Чајковски. Селектор је био Арсенијевић.

| 24. јун 1951. Пријатељска утакмица                      |             |                              |                                                                              |
| Југославија                                             | 7-3         | Швајцарска                   | Град: Београд Стадион ЈНА Судија: Алојз Беранек (Аустрија) Гледалаца: 50.000 |
| Бобек 1’ 40’ · Митић 4’ 48’ · Зебец 5’ 37’ · Рајков 35’ | (Репортажа) | Бицкел 43’ · Баламан 52’ 80’ | Град: Београд Стадион ЈНА Судија: Алојз Беранек (Аустрија) Гледалаца: 50.000 |

## Олимпијске игре
Шоштарић је са репрезентацијом Југославије учествовао на фудбалском олимпијском турниру 1948. у Лондону, где је Југославија освојила сребрну медаљу. Шоштарић није бранио на финалној утакмици коју је Југославија изгубила од Шведске са 3:1.
Репрезентација је играла у следећем саставу:
- (1) Фрањо Шоштарић (голман), (2) Брозовић, (3) Станковић, (4) Чајковски,(5) Јовановић, (6) Атанацковић, (7) Томашевић, (8) Митић, (9) Велфл, (10) Бобек, (11) Чајковски (12) Ловрић (голман), (13) Цимерманчић и Михајловић (14). Селектори су били Арсенијевић и Тирнанић.

| 31. јул 1948. Прва рунда                                                  |             |            |                                                                                                  |
| Југославија                                                               | 6-1         | Луксембург | Град: Лондон, Фулхам Стадион Кравен Котиџ Судија: Карел ван дер Мер (Холандија) Гледалаца: 7.000 |
| Станковић 57’ · Михајловић 61’ · Чајковски 5’ 70’ · Митић 74’ · Бобек 87’ | (Репортажа) | Шамел 10’  | Град: Лондон, Фулхам Стадион Кравен Котиџ Судија: Карел ван дер Мер (Холандија) Гледалаца: 7.000 |

| 5. август 1948. Четвртфинале            |             |           |                                                                                   |
| Југославија                             | 3-1         | Турска    | Град: Лондон, Криклфилд стадион Илфорд Судија: Садез (Француска) Гледалаца: 8.000 |
| Чајковски 21’ · Бобек 41’ · Велфл 83’ · | (Репортажа) | Шукру 36’ | Град: Лондон, Криклфилд стадион Илфорд Судија: Садез (Француска) Гледалаца: 8.000 |

| 11. август 1948. Полуфинале |             |                                   |                                                                              |
| Уједињено Краљевство        | 1-3         | Југославија                       | Град: Лондон, Вембли Судија: Карел ван дер Мер (Холандија) Гледалаца: 20.000 |
| Донован 20’                 | (Репортажа) | Бобек 19’ · Велфл 24’ · Митић 48’ | Град: Лондон, Вембли Судија: Карел ван дер Мер (Холандија) Гледалаца: 20.000 |

## Играчка статистика у ФК Партизан
Шоштароћева статистика са Партизановог званичног клупског сајта
| Такмичење            | Број утакмица | Број голова |
| -------------------- | ------------- | ----------- |
| Првенствене          | 84            | 0           |
| Интернационалне      | 47            | 0           |
| Пријатељске          | 88            | 0           |
| Куп Југославије      | 19            | 0           |
| Пријатељске ветерани | 1             | 0           |
| Укупно               | 239           | 0           |